# Hans Praesent
Hans Praesent (* 10. Januar 1888 in Leipzig; † 26. Januar 1946 in Leipzig) war ein deutscher Geograph und Bibliothekar.

## Wirken
Nach seiner Reifeprüfung am König-Albert-Gymnasium in Leipzig studierte Praesent Geographie, Geologie und Ethnographie an den Universitäten München, Berlin, Freiburg/Br. und Leipzig. An der Universität Leipzig promovierte er 1911. Von 1911 bis 1915 war er als wissenschaftlicher Assistent am Geographischen Institut der Universität Greifswald tätig. Es folgte sein Kriegsdienst als Soldat im Ersten Weltkrieg (1915 bis 1916). Seit 1918 arbeitete er dann als Bibliothekar an der Deutschen Bücherei in Leipzig. Hier leitete er zunächst die Kartenabteilung, später die Zeitschriftenstelle. Außerdem war er seit 1927 Schriftleiter des Literarischen Zentralblatts für Deutschland. 
Neben seinen zahlreichen bibliographischen Veröffentlichungen und Arbeiten über die Kartensammlung der Deutschen Bücherei in Leipzig ist besonders das von ihm erarbeitete umfangreiche Minerva-Handbuch über die Bibliotheken im Deutschen Reich hervorzuheben, das 1929 erschien.

## Schriften (Auswahl)
- Bau und Boden der Balearischen Inseln. Beiträge zur Landeskunde der Inselgruppe. Abel, Greifswald 1911 (Dissertation Universität Leipzig).
- Antwerpen. Geographische Lage und wirtschaftliche Bedeutung (= Kriegsgeographische Zeitbilder, H. 4). Veit, Leipzig 1915.
- Bibliographischer Leitfaden für Polen. Einführung in die Literatur der landeskundlichen, völkischen und wirtschaftlichen Verhältnisse (= Beiträge zur polnischen Landeskunde, Reihe B, Bd. 2). Gea-Verlag, Berlin 1917.
- Die Bevölkerungsdichte in Kongress-Polen. In: Zeitschrift der Gesellschaft für Erdkunde zu Berlin, Jg. 1918, S. 161–174.
- Die Kartensammlung der Deutschen Bücherei und ihr systematischer Katalog. In: Zentralblatt für Bibliothekswesen, Bd. 37 (1920), S. 66–80.
- Das Deutschtum in Kongreß-Polen und seine Geschichte (= Schriften des Instituts für Auslandkunde und Auslanddeutschtum, H. 1). Koehler, Leipzig 1920.
- (Hrsg.): Beiträge zur deutschen Kartographie. Akademische Verlagsgesellschaft, Leipzig 1921.
- Die Kartensammlung der Deutschen Bücherei. In: Die Deutsche Bücherei nach dem ersten Jahrzehnt ihres Bestehens. Rückblicke und Ausblicke. Leipzig 1925, S. 148–164.
- Bibliographie des Funkrechts. Bd. 1: Deutschsprachige Literatur (= Schriften der Deutschen Studiengesellschaft für Funkrecht, Bd. 1) Moeser, Leipzig 1926.
- Bibliographische Übersicht der deutschen Schulwandkarten. Fleischhauer & Spohn, Stuttgart 1928.
- Die im Deutschen Schutzbund zusammengeschlossenen Verbände und ihre Veröffentlichungen. Deutscher Schutzbund-Verlag, Berlin 1928.
- Deutsches Reich (Minerva-Handbücher, Reihe 1. Die Bibliotheken, Bd. 1). De Gruyter, Berlin 1929, 999 S.
- (Hrsg.): Der Weg voran! Eine Bildschau deutscher Höchstleistungen. Breitkopf & Härtel, Leipzig 1931.
- Maschinenschriftliche Dissertationen als bibliographisches und wissenschaftliches Problem. In: Zeitungswissenschaft, Bd. 17 (1942), S. 325–336.
- Deutsche Japan-Bibliographie 1938–1945, hrsg. von Hartmut Walravens. Staatsbibliothek zu Berlin 2006, ISBN 3-88053-139-0.